# ふじみ野 (ふじみ野市)
ふじみ野（ふじみの）は、埼玉県ふじみ野市の町名。現行行政地名はふじみ野一丁目からふじみ野四丁目。住居表示実施済み区域。郵便番号は356-0050。

## 地理
旧大井町の東部に当たる。北は丸山と東久保、西は国道254号（川越街道）をはさんで亀久保に、南と東は富士見市ふじみ野西に接する。富士見市との境界線はやや錯綜する。

## 世帯数と人口
2022年（令和4年）8月1日現在の世帯数と人口は以下の通りである。
| 町丁           | 世帯数    | 人口    |
| -------------- | --------- | ------- |
| ふじみ野一丁目 | 369世帯   | 962人   |
| ふじみ野二丁目 | 509世帯   | 1,389人 |
| ふじみ野三丁目 | 109世帯   | 1272人  |
| ふじみ野四丁目 | 245世帯   | 464人   |
| 計             | 1,259世帯 | 3,087人 |

## 小・中学校の学区
市立小・中学校に通う場合、学区は以下の通りとなる。
| 丁目 | 小学校                   | 中学校                   |
| ---- | ------------------------ | ------------------------ |
| 全域 | ふじみ野市立亀久保小学校 | ふじみ野市立大井東中学校 |

## 交通

### 鉄道
町内に鉄道は敷設されていない。最寄駅は東武東上線ふじみ野駅で、これは富士見市ふじみ野東にある。

### 道路
- 国道254号

## 施設
- ふじみ野市立大井東中学校
- ふじみ野市立亀久保小学校
- ふじみ野市 ふじみ野分館
- イオン大井店
- 麦っ子保育園
- 東久保中央公園（カリヨン広場）
- 東久保区画整理記念公園
- 東久保緑地